# 非互補歐拉商數
非互補歐拉商數（noncototient）是指一個正整數n，不存在任一個整數m使下式成立：
{\displaystyle m-\varphi (m)=n,}
其中{\displaystyle \varphi (m)}表示歐拉函數（totient function），是小於m的正整數中和m互質整數的個數。{\displaystyle m-\varphi (m)}稱為m的互補歐拉商數（cototient）（OEIS數列A051953）。例如小於6的正整數中，和6互質的只有二個數字1、5，因此6的歐拉函數為2，而互補歐拉商數為6-2=4。
而非互補歐拉商數就是指不在互補歐拉商數值域內的整數，若正整數n是非互補歐拉商數，表示所有整數m的互補歐拉商數都不等於n。
頭幾個非互補歐拉商數是：
10, 26, 34, 50, 52, 58, 86, 100, 116, 122, 130, 134, 146, 154, 170, 172, 186, 202, 206, 218, 222, 232, 244, 260, 266, 268, 274, 290, 292, 298, 310, 326, 340, 344, 346, 362, 366, 372, 386, 394, 404, 412, 436, 466, 470, 474, 482, 490, 518, 520 （OEIS數列A005278）。
另外，n的互補歐拉商數是
0, 1, 1, 2, 1, 4, 1, 4, 3, 6, 1, 8, 1, 8, 7, 8, 1, 12, 1, 12, 9, 12, 1, 16, 5, 14, 9, 16, 1, 22, 1, 16, 13, 18, 11, 24, 1, 20, 15, 24, 1, 30, 1, 24, 21, 24, 1, 32, 7, 30, 19, 28, 1, 36, 15, 32, 21, 30, 1, 44, 1, 32, 27, 32, 17, 46, 1, 36, 25, 46, 1, 48, ... （OEIS數列A051953）
目前已知的非互補歐拉商數均為偶數，因此猜想所有的非互補歐拉商數均為偶數，猜想中有用到有經過修改的哥德巴赫猜想：若偶數n可以表示為二個相異質數p及q的和，則
{\displaystyle pq-\varphi (pq)=pq-(p-1)(q-1)=p+q-1=n-1.\,}
依照哥德巴赫猜想，所有大於6的偶數都可以表示為二個相異質數p及q的和，此偶數減1所得的奇數就是pq的互補歐拉商數，因此很可能所有大於5的奇數都是互補歐拉商數，而未考慮到的奇數有1,3,5，而{\displaystyle 1=2-\phi (2),3=9-\phi (9)}, {\displaystyle 5=25-\phi (25)}，這些數也都是互補歐拉商數，因此很可能所有的非互補歐拉商數均為偶數。
偶非互補歐拉商數不可能比質數大1，因為2p的互補歐拉商數是p+1，原因是小於等於2p的所有偶數都和它不互質，奇數則只有p一個奇數跟2p不互質。2p（p是質數）的互補歐拉商數的公式是：
{\displaystyle 2p-\varphi (2p)=2p-(1)(p-1)=2+p-1=p+1.\,}
Erdős和Sierpinski曾猜想存在有無限多個非互補歐拉商數，後來Browkin和Schinzel在1995年證實此一猜想，他們證明無窮數列{\displaystyle 2^{k}\cdot 509203}的每一項都是非互補歐拉商數，Flammenkamp和Luca在2000年提出了其他形式大致接近的範例。

## 外部連結
- Noncototient definition from MathWorld （页面存档备份，存于）